# 炎の日記
『炎の日記』（ほのおのにっき）は、東海テレビ制作・フジテレビ系列で、1975年11月24日～1976年2月6日に放送された昼ドラマである。

## キャスト
- 佐原健二
- 福田公子
- 珠めぐみ

## スタッフ
- 監督:松生秀二、木村正芳
- 脚本:椎名龍治、白井更生